# Lang sziget
A Lang sziget (jelentése: hosszú, a holland "long" szóból ered, mai neve Panjang vagy Rakata Kecil) egyike annak a három szigetnek, melyek a Krakatau szigetcsoportot alkották (a másik kettő Verlaten és maga a vulkáni sziget, Krakatau).

## Kialakulása
E sziget valószínűleg a Krakatau 535-ös kitörésének maradványa, akárcsak Verlaten szigete, mely Krakatau nyugati oldalán található. Lang és Krakatau között egykor még volt egy parányi kis sziget, Poolsche Hoed („Lengyel Kalap”), mely szintén ekkor keletkezhetett.

## Az1883-as kitörés
1883. augusztus 27-én a Krakatau sziget felrobbanása nem sok pusztítást vitt végig a szigeten, sőt, a vulkánból kiáramló kövek növelték Lang területét. De a kitörés által nyert területet a trópusi viharok hamar elmosták, s a sziget területe visszaesett az eredeti méretére. Ma a meglehetősen dimbes-dombos felszíne kisebb patakokkal van felszabdalva.

## Fordítás
Ez a szócikk részben vagy egészben  a   Lang island című angol Wikipédia-szócikk ezen változatának fordításán alapul.  Az eredeti cikk szerkesztőit annak laptörténete sorolja fel. Ez a jelzés csupán a megfogalmazás eredetét és a szerzői jogokat jelzi, nem szolgál a cikkben szereplő információk forrásmegjelöléseként.